# Портомађоре
Портомађоре (итал. Portomaggiore) је насеље у Италији у округу Ферара, региону Емилија-Ромања.
Према процени из 2011. у насељу је живело 7440 становника. Насеље се налази на надморској висини од 1 м.

## Становништво
| 1936.  | 1951.  | 1961.  | 1971.  | 1981.  | 1991.  | 2001.  | 2011.  |
| ------ | ------ | ------ | ------ | ------ | ------ | ------ | ------ |
| 17.131 | 17.084 | 15.143 | 13.447 | 13.573 | 12.741 | 11.907 | 12.185 |